# Philologie cognitive
La philologie cognitive est la branche de la philologie qui vise à étudier les textes, écrits et oraux, en tant que produits des processus mentaux humains.
En particulier, cette discipline
- étudie la transmission et les processus d'acquisition des textes écrits et oraux, en se fondant principalement sur la théorie de l'information,
- étudie les discours narratif, en particulier en ce qui concerne sa nature cognitive,
- examine l'évolution du rythme et du mètre,
- enfin, elle fournit la base scientifique pour la création d'éditions critiques en format multimédia.

Parmi les fondateurs et les étudiants de ce sujet :
- Paolo Canettieri, Domenico Fiormonte et Anatole Pierre Fuksas en Italie ;
- Benoît de Cornulier, Luca Nobile et François Recanati en France ;
- Julián Santano Moreno en Espagne ;
- David Herman, Manfred Jahn en Allemagne ;
- Gilles Fauconnier, Alan Richardson et Mark Turner aux États-Unis.